# Coburg City Oval
Das Coburg City Oval (aufgrund der Namensrechte derzeit auch als Piranha Park bekannt) ist ein Australian-Football- und Cricket-Stadion in Coburg, Melbourne, Australien. Es ist die Heimat des Coburg Football Club in der Victorian Football League und des Coburg Cricket Club.

## Geschichte
Der Sportplatz wurde 1915 offiziell eingeweiht. Nach der Aufnahme des Coburg Football Club in die Victorian Football Association im Jahr 1925 wurde die Tribüne gebaut und im März 1926 offiziell eröffnet. In den späten 1920er und frühen 1930er Jahren war das Stadion einer der Austragungsorte der VFA-Finals und richtete 1932 das Finale aus. Später war es Austragungsort der Finalserie der Division 2 von 1967.
1965 verlegte der North Melbourne Football Club der VFL seine Spiel- und Trainingsbasis vom Arden Street Oval ins Coburg City Oval. Der Umzug sollte dauerhaft sein, mit anfänglichen Verhandlungen über langfristige Pachtverträge für bis zu 40 Jahre, aber er wurde schließlich nach nur acht Monaten abgebrochen, und North Melbourne kehrte 1966 ins Arden Street Oval zurück.
Während der VFL-Saison 1965 zog das Coburg City Oval durchschnittlich 13.146 Zuschauer zu seinen neun Spielen an. Ein Rekord wurde in Runde 10 gegen Collingwood aufgestellt, mit einer Gesamtbesucherzahl von 21.626. Die aktuelle Kapazität des Platzes liegt bei etwa 15.000.
Im Jahr 2018 kündigte die Regierung des Bundesstaates Victoria zusammen mit der Verwaltung von Merri-bek nach den Bemühungen des Coburg Football Club und der Anwohner eine gemeinsame Investition von sechs Millionen Dollar in die Sanierung der Tribüne und der Umkleideräume des Ovals an, die 2020 begonnen hat, wobei weitere Finanzmittel von der Australian Football League und Cricket Australia angekündigt wurden. Nach der Fertigstellung soll der Veranstaltungsort wieder eine moderne und frauenfreundliche Fußball- und Cricket-Anlage sein.